# Беллінсгаузен (антарктична станція)

Карта острова з науковими станціями

«Беллінсгаузен» — радянська, російська антарктична станція на острові Кінг-Джордж. Названа на честь Фадея Беллінсгаузена. Заснована Радянською Антарктичною експедицією 22 лютого 1968 року.
У безпосередній близькості зі станцією Беллінсгаузен розташована чилійська антарктична станція «Фрей» (Presidente Eduardo Frei Montalva).
З 2004 року поблизу Беллінсгаузена діє православна церква Святої Трійці, єдина в Антарктиді.

## Фізико-географічна характеристика

### Клімат

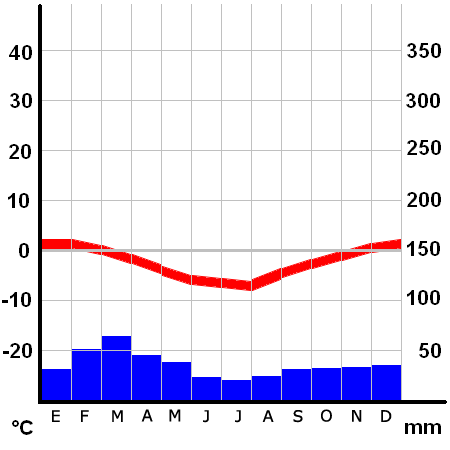
Кліматограма

Антарктичний півострів і прилеглі острови— найсприятливіші місця в Антарктиці для життєдіяльності. Температура найхолоднішого місяця (серпня): −6,8 °С, найтеплішого (лютий): +1,1 °C. Російські полярники часто називають станцію «Беллінсгаузен» — «курорт».
| Клімат (1968–2014)                               | Клімат (1968–2014) | Клімат (1968–2014) | Клімат (1968–2014) | Клімат (1968–2014) | Клімат (1968–2014) | Клімат (1968–2014) | Клімат (1968–2014) | Клімат (1968–2014) | Клімат (1968–2014) | Клімат (1968–2014) | Клімат (1968–2014) | Клімат (1968–2014) | Клімат (1968–2014) |
| Показник                                         | Січ.               | Лют.               | Бер.               | Квіт.              | Трав.              | Черв.              | Лип.               | Серп.              | Вер.               | Жовт.              | Лист.              | Груд.              | Рік                |
| Середній максимум, °C                            | 3,3                | 3,3                | 2,1                | 0,2                | −1,5               | −3,1               | −3,8               | −3,6               | −2                 | −0,9               | 0,4                | 2,0                | −0,3               |
| Середня температура, °C                          | 1,5                | 1,5                | 0,4                | −1,7               | −3,6               | −5,6               | −6,5               | −6,2               | −4,4               | −2,6               | −1,1               | 0,4                | −2,3               |
| Середній мінімум, °C                             | 0,1                | 0,1                | −1,3               | −3,8               | −6                 | −8,3               | −9,7               | −9,3               | −7,1               | −4,7               | −2,7               | −1                 | −4,5               |
| Середня кількість сонячних годин на місяць       | 89,3               | 66,2               | 54,4               | 28,4               | 13,9               | 3,8                | 9,0                | 28,5               | 48,1               | 70,9               | 83,2               | 95,5               | 591,2              |
| Норма опадів, мм                                 | 54.4               | 66.4               | 72.1               | 65.6               | 60.6               | 53.4               | 60.5               | 62.1               | 59.8               | 54.6               | 46.7               | 46.0               | 702.2              |
| Вологість повітря, %                             | 87.8               | 88.8               | 88.3               | 88.0               | 88.2               | 87.6               | 88.5               | 88.6               | 89.6               | 88.8               | 88.4               | 88.3               | 88.4               |
| ------------------------------------------------ | ------------------ | ------------------ | ------------------ | ------------------ | ------------------ | ------------------ | ------------------ | ------------------ | ------------------ | ------------------ | ------------------ | ------------------ | ------------------ |
| Джерело: Arctic and Antarctic Research Institute |                    |                    |                    |                    |                    |                    |                    |                    |                    |                    |                    |                    |                    |

## Зв'язок
На станції діє супутниковий канал зв'язку через геостаціонарний супутник, приймаються і ретранслюються за допомогою малопотужних передавачів два канали російського телебачення: РТР-Планета і Перший канал.

## Транспорт
Доставка вантажів, наукових співробітників і туристів здійснюється через міжнародний чилійський аеропорт імені Теніенте Маршу. Морем до острова практично не дістатися, так як є загроза суднам наткнутися на численні підводні камені.

## Галерея фото 1992 року

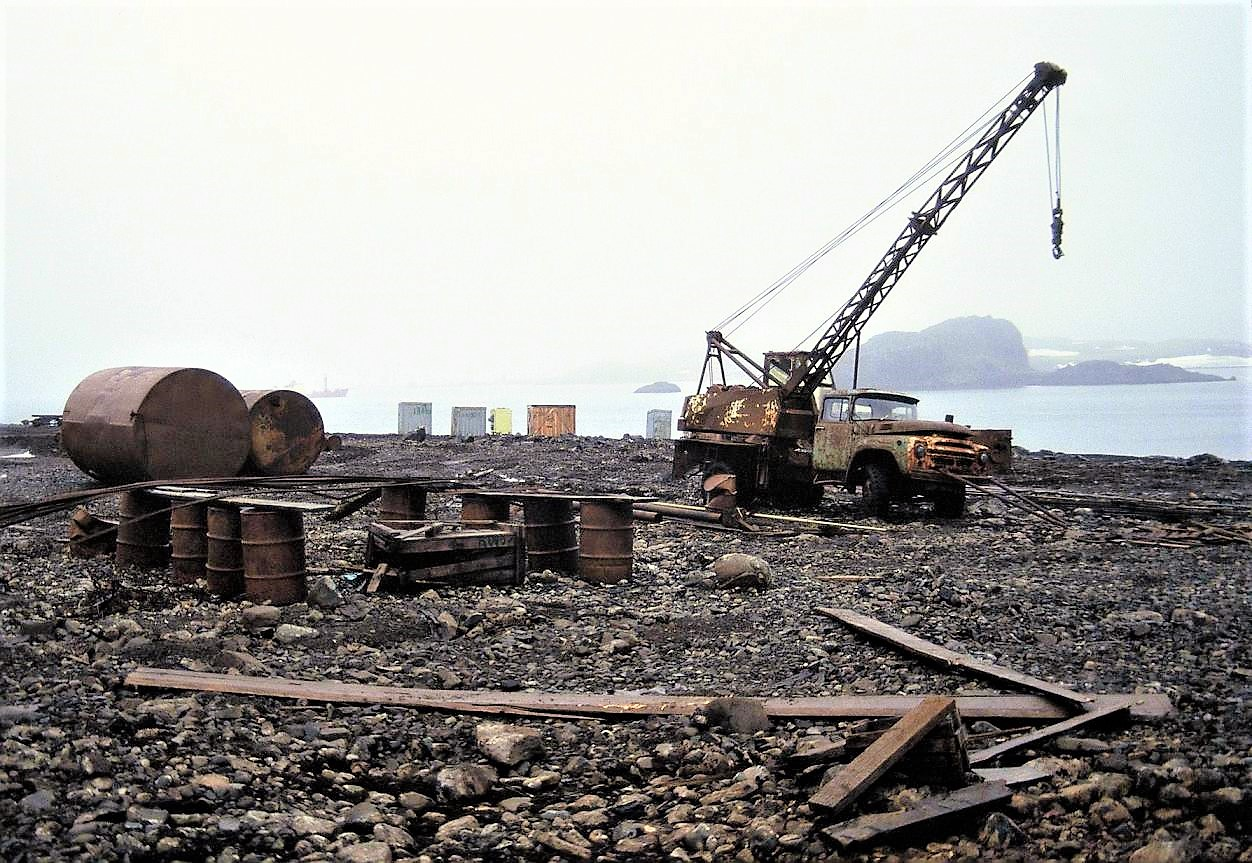
Беллінсгаузен 1
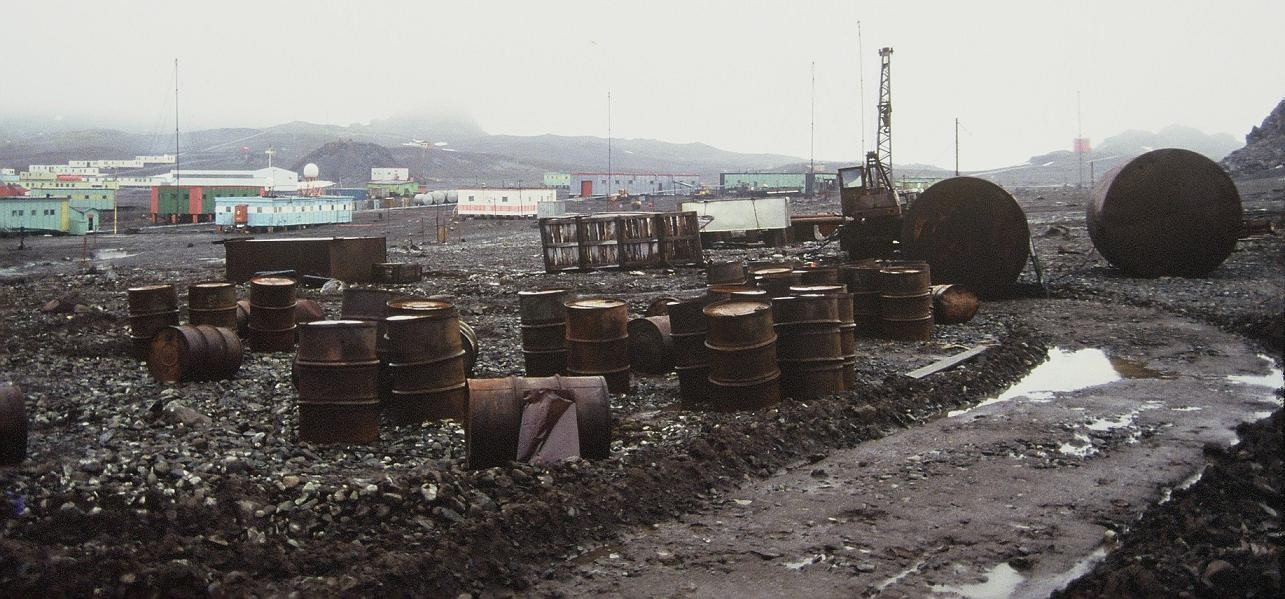
Беллінсгаузен 2
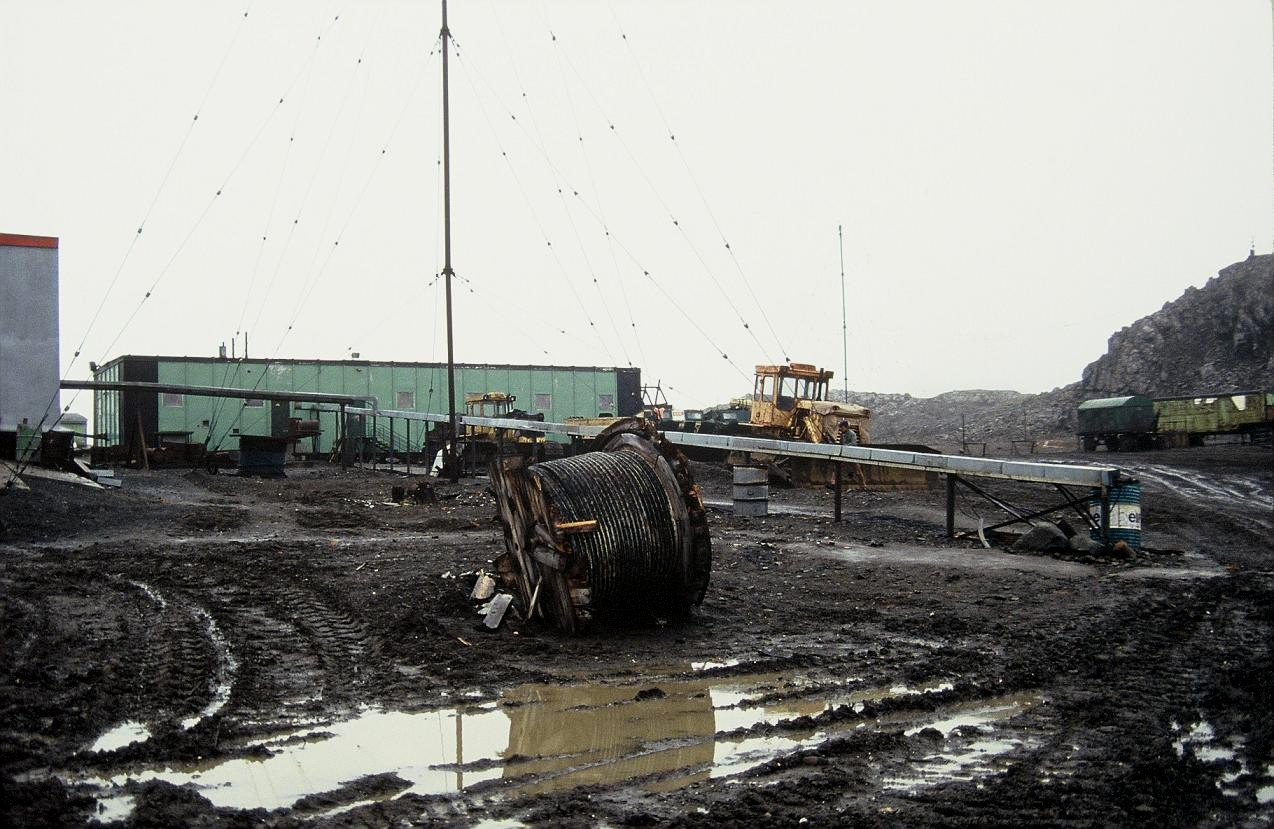
Беллінсгаузен 3
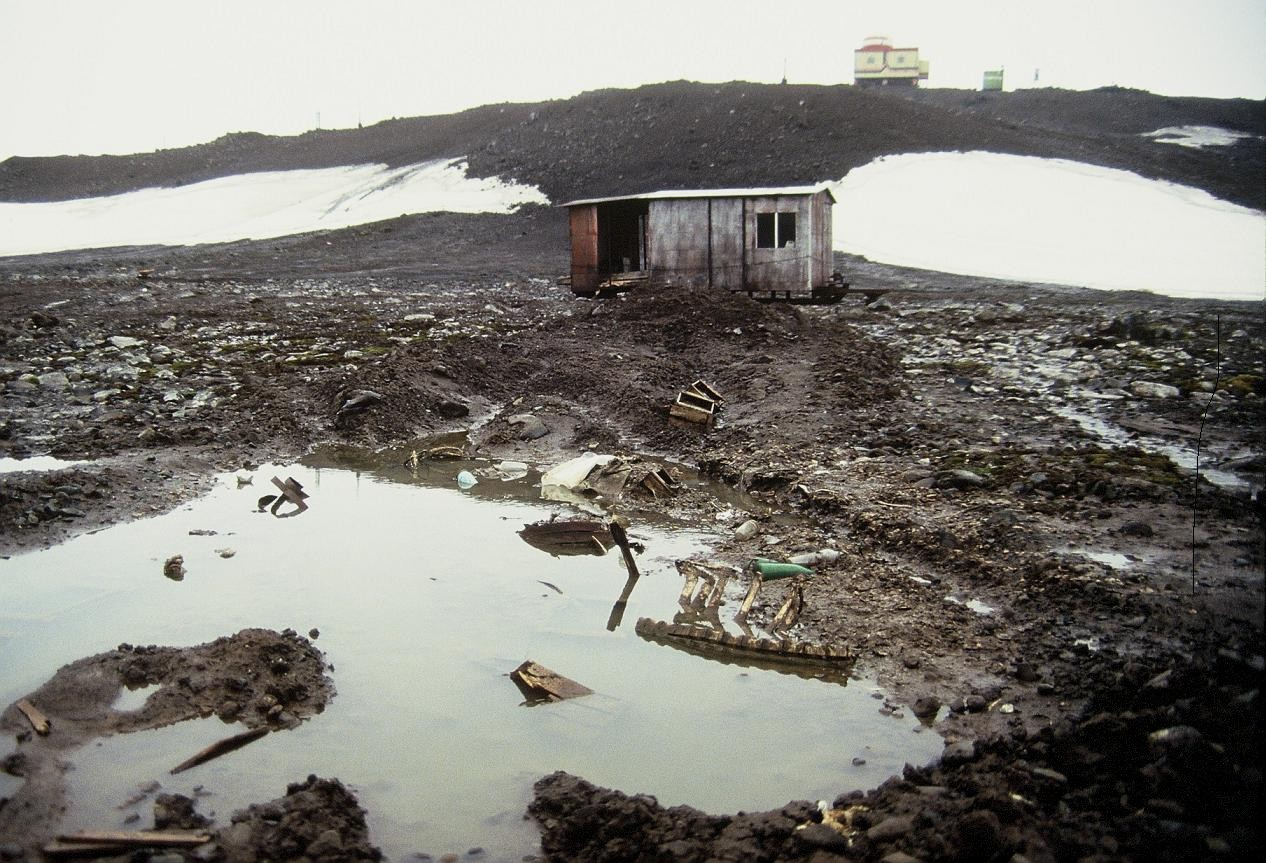
Беллінсгаузен 4
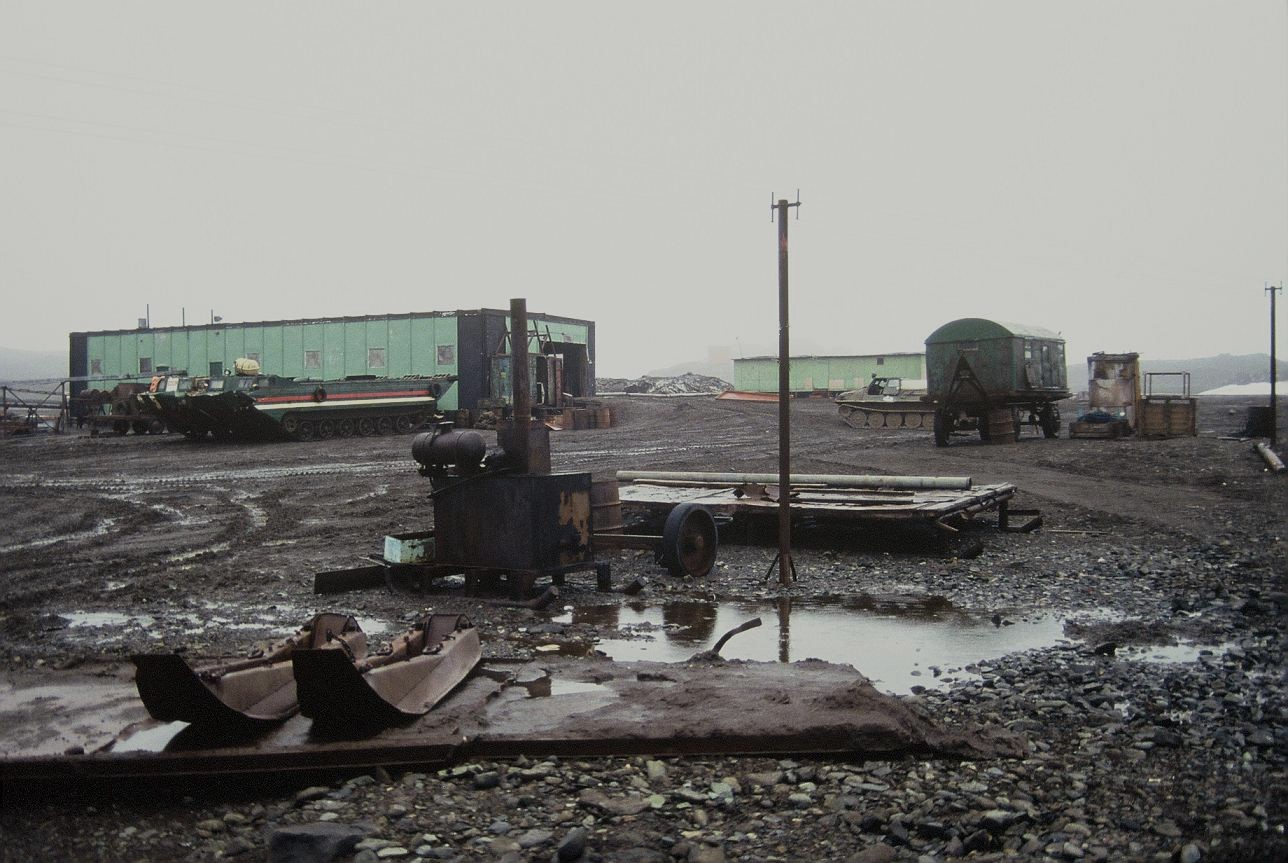
Беллінсгаузен 5
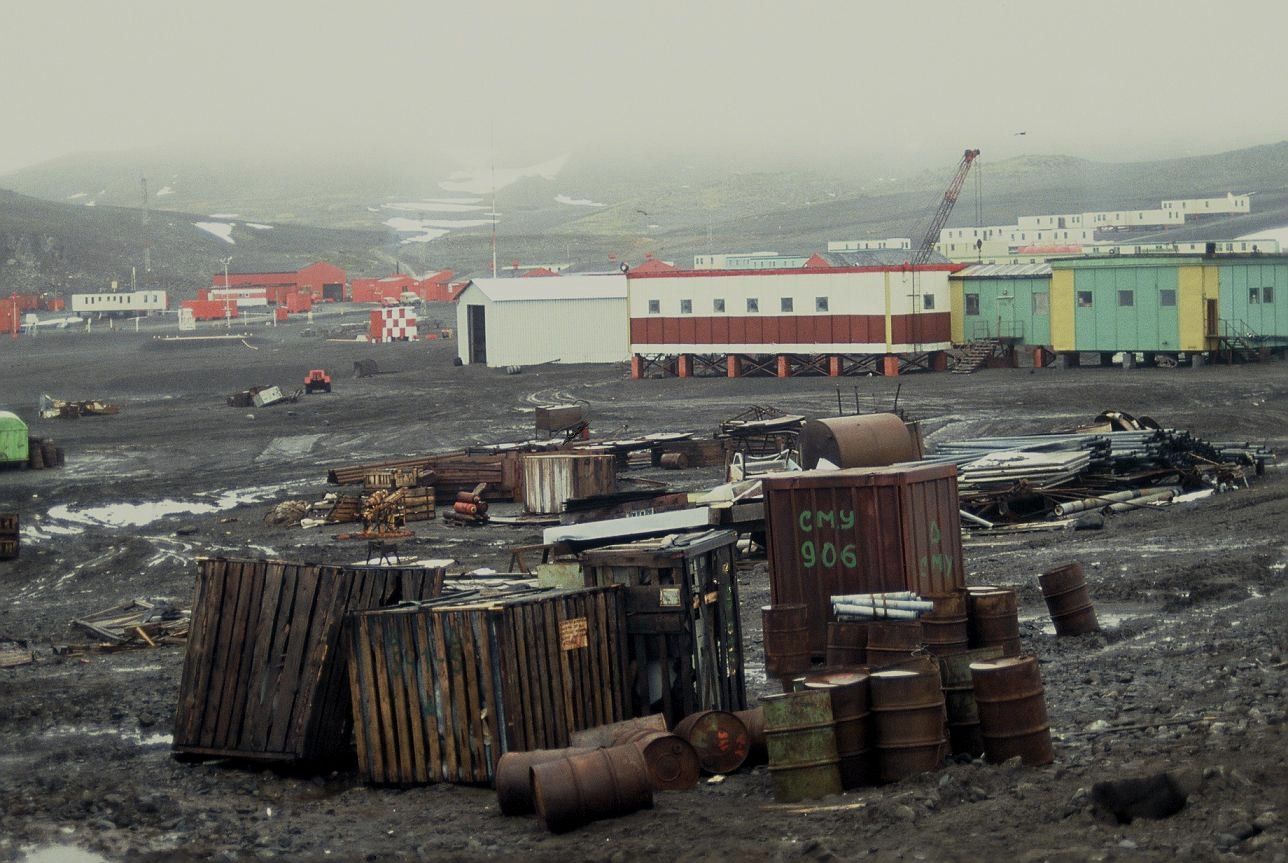
Беллінсгаузен 6
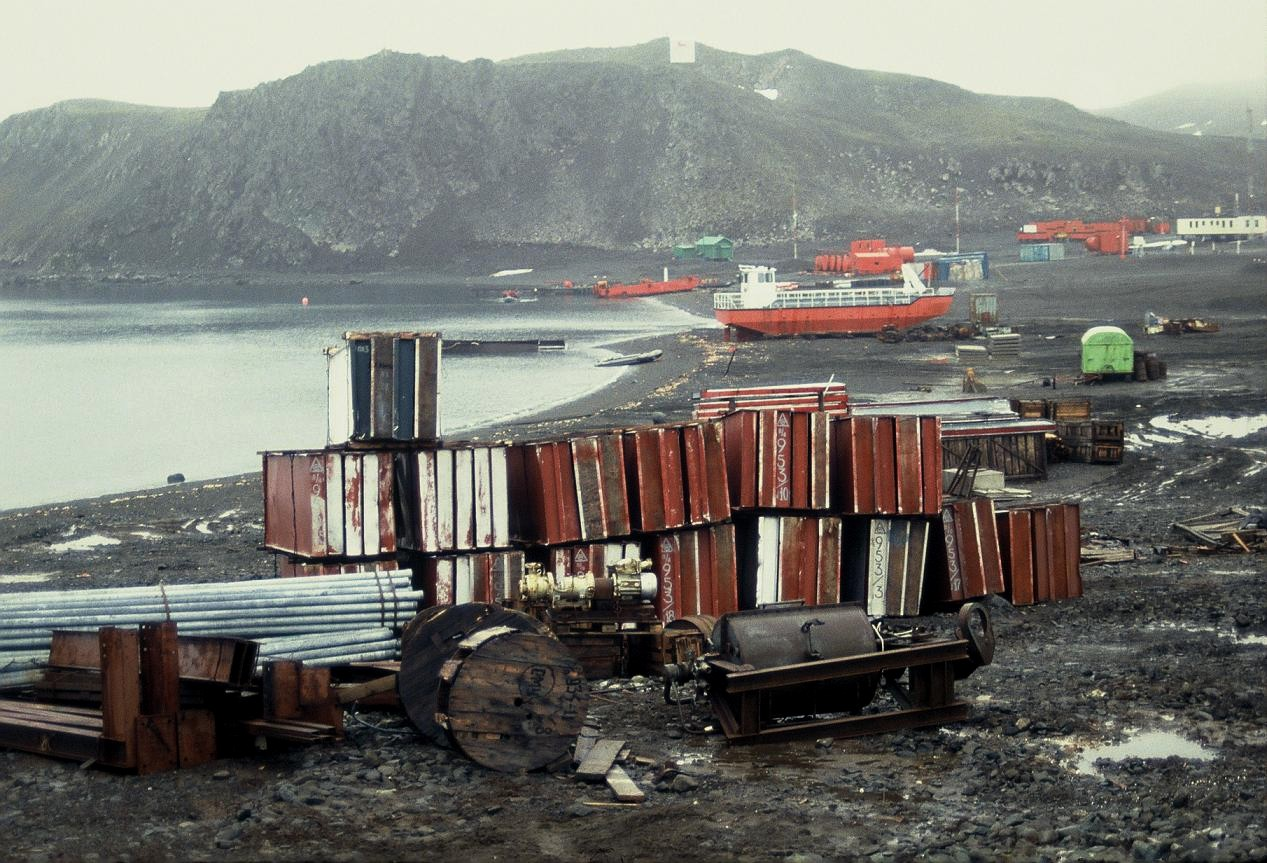
Беллінсгаузен 7